# Jintian-Aufstand

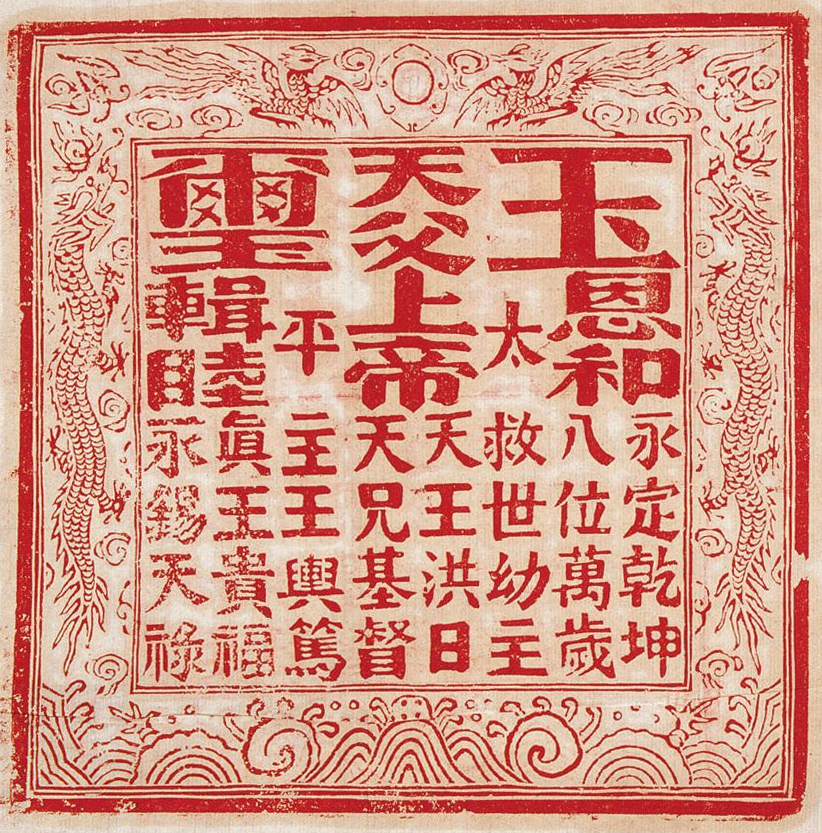
Siegel des Himmlischen Reiches des ewigen Friedens (Taiping-Reich)

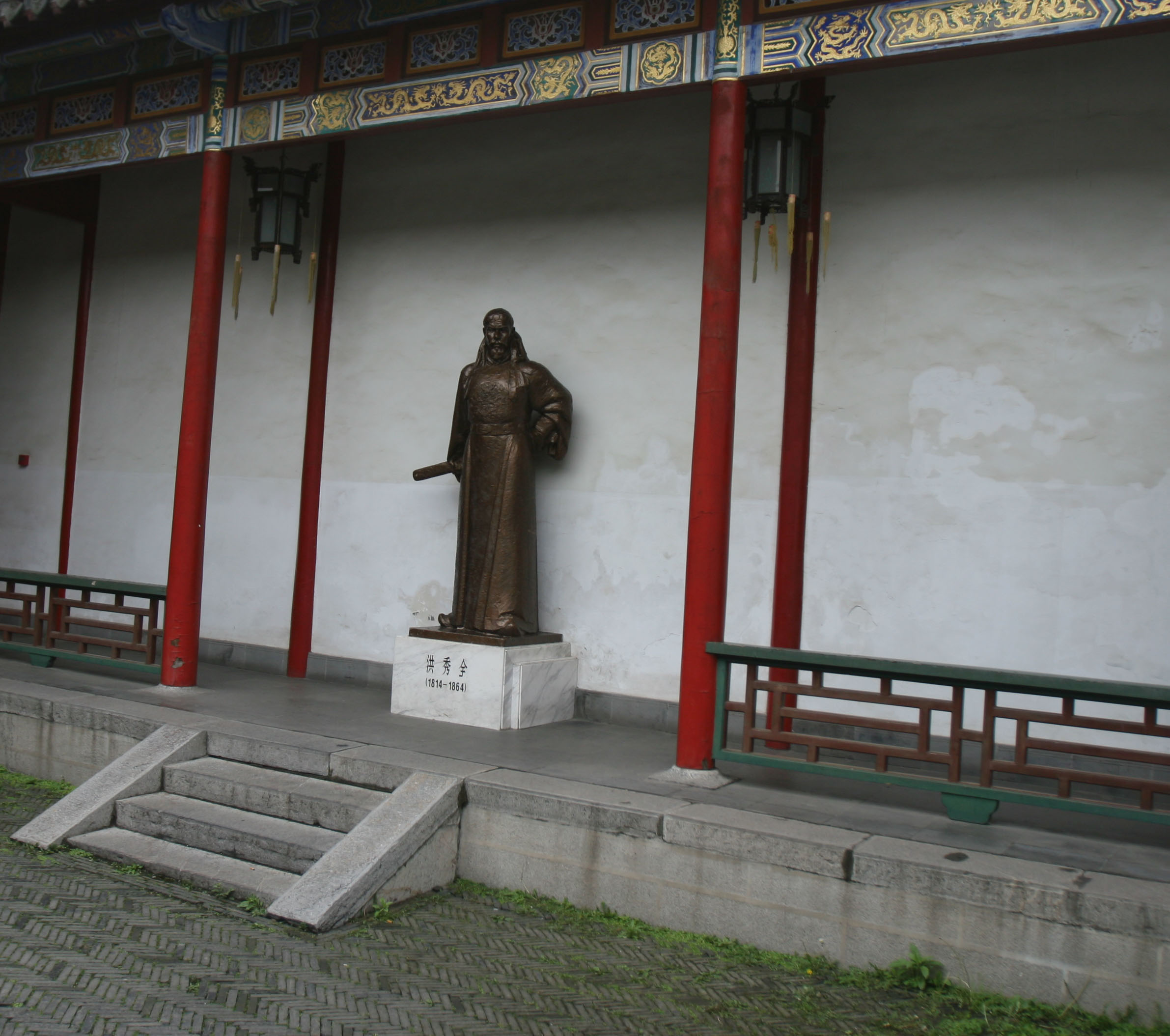
Ehemalige Residenz des Himmlischen Königs des Himmlischen Reiches des ewigen Friedens (in Nanjing)

Der Jintian-Aufstand (chinesisch 金田起义, Pinyin Jintian qiyi) stand am Beginn des chinesisch-christlichen Gottesreichs der Taiping-Bewegung in der Mitte des 19. Jahrhunderts.

## Entstehung und Verlauf
Hong Xiuquan (1814–1864), der Anführer des Aufstandes, stammte aus einer Bauernfamilie im Hua-Kreis in der Provinz Guangdong. Nach der Gründung der Gesellschaft zur Verehrung Gottes (拜上帝會, Bai shangdi hui) rief er später, am 11. Januar 1851, seinem 30. Geburtstag (nach dem traditionellen chinesischen Kalender), den Aufstand im Dorf Jintian, Kreis Guiping, Autonomes Gebiet Guangxi, aus. Er organisierte eine eigene Armee und nannte sein Regime das „Himmlische Reich des ewigen Friedens“ (Taiping Tianguo), seine Armee "Armee für den ewigen Frieden" (Taiping jun 太平军) und proklamierte sich zu dessen "Himmlischen König" (Tian wang 天王).
Im September 1851 eroberte die Taiping-Armee die Stadt Yong'an (永安) (heute Kreis Mengshan, Autonomes Gebiet Guangxi) und errichtete ein neues militärisches und politisches System.
Die Qing-Regierung entsandte starke Truppenverbände zur Einkreisung der Stadt. Im April 1852 durchbrach die Taiping-Armee die Einkreisung und zog von Guangxi aus in Richtung Norden über Hunan, wobei sie von der Bevölkerung vor Ort begeistert begrüßt und erheblich verstärkt wurde, darauf griff sie Hubei an.
Im Januar 1853 besetzte sie Wuchang (das heute zu Wuhan gehört), die Hauptstadt der Provinz Hubei. Inzwischen war sie auf 500.000 Mann angewachsen. Im Februar gab sie die Stadt auf und rückte ostwärts den Jangtsekiang entlang. Die Qing-Truppen brachen kampflos zusammen. Im März 1853 eroberte die Taiping-Armee die Stadt Nanjing, sie wurde in Tianjing 天京 (Himmlische Hauptstadt) umbenannt und zur Hauptstadt des Himmlischen Reiches des ewigen Friedens erklärt. Mit dieser Staatsmacht war die chinesische Qing-Regierung mehr als zehn Jahre lang, bis ins Jahr 1864, konfrontiert, als Zeng Guofan (1811–1872) mit seinen Truppen, der Xiang-Armee (湘軍, Xiang jun), das Himmlische Reich durch die Einnahme Nanjings unter seiner Führung endgültig niederschlug.
Die Stätte des Aufstandes im Dorf Jintian in der Stadt Guiping steht seit 1961 auf der Liste der Denkmäler der Volksrepublik China (1-2), die ehemalige Residenz des Himmlischen Königs des Himmlischen Reiches des ewigen Friedens in Nanjing seit 1982 (2-2), die ehemalige Wohnung von Hong Xiuquan in Guangzhou seit 1988 (3-1) und die Stätte der Yong'an-Aktivitäten des Himmlischen Reiches des ewigen Friedens im Kreis Mengshan, Guangxi, seit 2006 (6-1023).